# Petit-Prince
Petit-Prince, provisorisk beteckning S/1998 (45) 1, är en asteroidmåne till asteroiden 45 Eugenia. Den upptäcktes den 1 november 1998 av astronomer med det kanadensisk-fransk-hawaiianska teleskopet vid Mauna Kea på Hawaii. Petit-Prince blev den första asteroidmånen som upptäcktes med ett jordbaserat teleskop. Det var tillika den andra upptäckten av en asteroidmåne, efter Dactyl, som upptäcktes på fotografier som togs av rymdsonden Galileo vid dess förbiflygning av 243 Ida 1993.
Himlakroppens diameter är cirka 13 km, i jämförelse med Eugenias 214 km. Omloppsbanan har en halvaxel på 1180 km och omloppstiden är 4,77 dygn. Excentriciteten är 0,01°.

## Namngivning
Upptäckarna valde namn för att uppmärksamma sonen till den franska kejsarinnan Eugénie,  Louis-Napoléon Bonaparte. Det var samtidigt en anspelning på barnboken Lille prinsen av Antoine de Saint-Exupéry, i vilken det finns en prins som bor på en asteroid.